# Montecito Resort & Casino
El Montecito es un casino ficticio que aparece en la serie de la NBC: Las Vegas.

## Localización
El Montecito es completamente ficticio, no existe en Las Vegas. En la serie, los dos Montecitos quedan en el terreno que está en frente del Luxor, el Mandalay Bay y el Excalibur.

## Temporadas 1 y 2 de Las Vegas
El Montecito es presentado como el casino más conocido de Las Vegas, ya que políticos, estrellas del mundo de la música y el deporte lo visitan a menudo. Según un informe de un canal de noticias, el Montecito está por reabrir, (episodio S3xE1), el Montecito viejo era la joya de The Strip. Tiene 50 pisos; es completamente blanco y tiene algunas "franjas" hechas de paneles de vidrio que atraviesan el edificio desde arriba hasta abajo de un raro color verde agua opaco. Un cartel tridimensional en el centro, en el techo, lo identifica como MONTECITO. Su estructura es muy similar a la del Bellagio: Una torre central, dos alas que surgen de esta torre central, grande en la base y cortado desde la mitad hacia arriba, etc. Está rodeado de palmeras y tiene conexión con el monorraíl. Posee una piscina de olas artificiales, y un letrero como el del Monte Carlo pero dice Montecito.

## Temporadas 3 a la 5 de Las Vegas
En el capítulo de Las Vegas en honor al centenario de la ciudad, el Montecito es derribado y cinco meses después reabre con nuevo dueño, nueva estructura y diez pisos extra. Ahora tiene una pantalla gigante alineada al centro arriba, una catarata artificial que surge debajo de esa pantalla. Los últimos pisos superiores están compuestos por suites residenciales que están dedicadas a clientes vip. En el exterior está cubierto completamente de paneles de vidrio que le dan un tono azul claro que refleja todo lo que está a su alrededor en el día y permite que en la noche el color es negro con franjas verdes. Un gran cartel que dice "MONTECITO" en la parte superior-izquierda lo diferencia de todos los hoteles de su entorno. A partir de 2008 (Dos últimos episodios de Las Vegas), A.J. Cooper, su nuevo dueño, inicia la construcción de una nueva ala. Aunque por el abrupto final nunca llegó a realizarse, el proyecto incluía un complejo totalmente nuevo con un hotel de 2000 suites, lo que duplicaría la capacidad del Montecito.
Notas
- El segundo Montecito vale 2.000 millones de dólares: Cassey Manning le ofreció esa cantidad a la Fundación de Ciegos, argumentando que era una muy buena oferta debido a que ese era su valor a nivel de mercado.

## Propietarios
Los propietarios del Montecito han ido cambiando:
1. Del primer propietario no se sabe nada excepto que él fue el que creó el Montecito.
2. Gavin Brunson es el primero en aparecer en Las Vegas, es el segundo en poseer el Montecito.
3. Monica Mancuso lo compró al final de la segunda temporada de Las Vegas. Cayó desde la azotea del casino y aterrizó dentro de una tienda de zapatos del Wynn, murió al instante.
4. Fundación de Ciegos, Mónica les dejó el 100% del Montecito en el testamento.
5. Casey Manning, logró comprárselo a la Fundación de Ciegos, argumentando que ellos no tenían ni idea de como se dirigía un casino como el Montecito. Se lo tragó un calamar gigante mientras estaba de vacaciones en Nueva Zelanda.
6. Sam (Samantha Márquez), Exesposa de Cassey Manning; al divorciarse de Cassey, en la repartición de bienes consiguió la mitad del Montecito. Cuando Cassey se murió, Sam descubrió que él le había dejado el otro 50% del Montecito. Lo disfrutó durante una semana porque no logró pagar los 241 millones de dólares que había en deudas de impuestos.
7. A.J. Cooper compró el Montecito pagando las deudas de impuestos atrasados del casino. Aparentemente se suma a la lista de dueños muertos del casino gracias a un accidente aéreo, pero en los últimos minutos del último episodio de Las Vegas, se revela que sigue vivo.

## Curiosidades
- El primer Montecito a veces cambia su rotación en el terreno; probablemente por conveniencia de las cámaras.
- El "Sign" del Montecito cambia su rotación según el ángulo desde el que sea filmado.
- En la azotea del Montecito, al igual que en el tope de la torre central del edificio, tiene banderas de diversos países o estados. (Probablemente cada una representa los otros Montecitos que están en otros lados del mundo y de EE. UU.).
- El segundo Montecito cambia su rotación en el terreno, dependiendo del ángulo desde el que sea filmado: si es desde el desierto; la catarata y la pantalla están mirando hacia ese lado y si es desde el Strip; la pantalla y la catarata están mirando hacia el Luxor.
- El efecto espejo que supuestamente generan los vidrios en el frente del Montecito, cuando este está mirando hacia el desierto, se transforma en efecto transparencia y se invierte la imagen ya que se puede ver el Luxor cuando en realidad está ubicado detrás del edificio del casino.
- El segundo Montecito en la mayoría de las tomas es azul; pero en algunas (como la de las presentaciones de las temporadas 3, 4 y 5) es verde y en otras, muy pocas, es gris.
- El Montecito nuevo se localiza exteriormente en frente del Luxor, pero la oficina de Ed aparenta estar ubicada en Treasure Island.
- En las tomas desde la oficina de Ed, el cartel de la entrada para autos es igual al del Mirage pero dice "MONTECITO".
- Parte de la trama del capítulo Colisión (cuarto capítulo de la primera temporada) de la serie de televisión Héroes transcurre en este casino.